# Kineta
Kineta (görög írással Κινέτα) kisváros Athén központjától 52 km-re, a szomszédos Megarával együtt (amelynek közigazgatásához tartozik) a görög főváros elővárosa.
Attika régió legnyugatibb városa. Az Athént és Korinthoszt összekötő régi főút, a GR-8 mellett fekszik és Kineta közelében nyúlik el a fizetős új autópálya, a GR-8A is. Nyugatra Korinthia prefektúra terül el tőle, délre a Szaróni-öböl, keletre Kakia Szkala városa és egy meredek, bozótos, sziklás terület és némi erdő. Észak és északnyugat felől hegyek övezik. Korinthosz mintegy 25 km-re keletre van Kinetától.
Fő gazdasági ága a turizmus, az utóbbi évtizedekben sok szálloda épült itt. Kinetában nincs iskola, a gyerekek Megarába vagy Agioi Theodoroiba járnak át. Temploma, kis postája, rendőrőrse és egy nagy tere (plateia) van. Lakossága 1991-es adat szerint 1878 fő.
Kinetát érinti a Spartathlon ultramaratoni futóverseny útvonala.